# Parc provincial de Dunvegan
Le parc provincial de Dunvegan (anglais : Dunvegan Provincial Park) est un parc provincial de l'Alberta. Il protège le site d'un ancien poste de traite de la Compagnie de la Baie d'Hudson qui est en fonctionnel de 1805 à 1918. Le parc est désigné lieu historique national du Canada en 1947 et reconnu ressource historique provinciale en 2000.